# メリディアン (人工衛星)
メリディアン（ロシア語: Меридиан、ラテン文字表記の例：Meridian、日本語で「子午線」「経線」の意味）とは、ロシア連邦の通信衛星である。GRAUコードは、14F112である。衛星の軌道は、モルニヤ軌道をとる(近地点高度約1,000km、遠地点高度約39,800km、傾斜角62.8度)。開発は、ISSレシェトニェフ社が担当。メリディアンの運用はロシア宇宙軍が行っており、軍用通信あるいは民間通信の両方で使われる。旧型の通信衛星モルニヤ1T, 3の代替衛星であり、軍事通信衛星パルスの通信機能も代替するかもしれない。衛星の設計寿命は7年を予定している。衛星バスはウラガンMのバスを基にしており、本体は与圧構造を取っている。

## 衛星一覧
シリーズ最初の衛星メリディアン1は、2006年12月24日にソユーズ2-1a/フレガートで、プレセツク宇宙基地から打ち上げられた。約2トンの衛星は、打ち上げ3時間後にフレガート上段ロケットにより1,012 × 39,816 km の楕円軌道に乗せられた。その後衛星は順調に動作を続けたが2009年5月に機能を停止した。製造会社の報告ではスペースデブリとの衝突が原因と推測された。
次の衛星メリディアン2は、2009年5月21日に同様にソユーズ2-1a/フレガートで、プレセツク宇宙基地から打ち上げられたが、フレガート上段ロケットの第2回目の終了時に不調となり、第3回目の噴射は実行されなかった。このため予定した軌道に乗ることができず、打ち上げは失敗に終わった。
3番目の衛星メリディアン3は、2010年11月2日に、同様にソユーズ2-1a/フレガートで、プレセツク宇宙基地から打ち上げられた。打ち上げは無事成功した。
7番目の衛星は2014年10月30日に打ち上げられた。メリディアンの打ち上げはこの7号機が最後となり、2016年からは後継機の打ち上げが開始される予定とされている。
| 衛星名称      | 打ち上げ日(UTC) | 軌道                                | 打ち上げ場所              | 打ち上げロケット         | 成否 |
| ------------- | --------------- | ----------------------------------- | ------------------------- | ------------------------ | ---- |
| メリディアン1 | 2006年12月24日  | モルニヤ軌道                        | プレセツク宇宙基地LC-43/4 | ソユーズ2-1a/フレガート  | 成功 |
| メリディアン2 | 2009年5月21日   | 計画軌道に到らず (近地点高度が不足) | プレセツク宇宙基地LC-43/4 | ソユーズ2-1a/フレガート  | 失敗 |
| メリディアン3 | 2010年11月2日   | モルニヤ軌道                        | プレセツク宇宙基地LC-43/4 | ソユーズ2-1a/フレガート  | 成功 |
| メリディアン4 | 2011年5月4日    | モルニヤ軌道                        | プレセツク宇宙基地LC-43/4 | ソユーズ2-1a/フレガート  | 成功 |
| メリディアン5 | 2011年12月23日  | 3段のトラブルで軌道投入に失敗       | プレセツク宇宙基地LC-43/4 | ソユーズ2-1b/フレガート  | 失敗 |
| メリディアン6 | 2012年11月14日  | モルニヤ軌道                        | プレセツク宇宙基地LC-43/4 | ソユーズ2-1a/フレガートM | 成功 |
| メリディアン7 | 2014年10月30日  | モルニヤ軌道                        | プレセツク宇宙基地LC-43/4 | ソユーズ2-1a/フレガートM | 成功 |